# Уильямс, Бернард (легкоатлет)
Бернард Роллен Уильямс III (англ. Bernard Rollen Williams, III; род. 19 января 1978 года) — американский спринтер. Олимпийский чемпион 2000 года в эстафете 4×100 метров, серебряный призёр Олимпийских игр 2004 года на дистанции 200 метров.